# Habitatge al carrer Major, 3 a Suterranya
L'Habitatge al carrer Major de Suterranya, 3 és un edifici de Tremp (Pallars Jussà) protegit com a Bé Cultural d'Interès Local.

## Descripció
Es tracta d'un edifici entre mitgeres de plant baixa i dos pisos. La façana mostra el parament de pedra del país a la vista, ja que el revestiment original apareix molt escrostonat. A la planta baixa són visibles dues portes d'arc rebaixat amb carreus de pedra. Els dos pisos presenten balcons. Els del primer pis són ampitats i en el segon tenen volada d'obra de perfil motllurat i llindes de fusta. El coronament és un fris de maons que sobresurt del plom del mur que suporten les rajoles del ràfec de la teulada.